# Now the time has come
Now The Time Has Come è il sesto album in studio del gruppo musicale di rock progressivo italiano The Trip, pubblicato nel 2023.

## Descrizione
Now The Time Has Come è il secondo disco della riformata band guidata dal batterista storico Pino Sinnone, l'unico superstite della formazione storica. Allo storico batterista Pino Sinnone si aggiungono, Andrea Ranfa, Tony Alemanno, Dave D'Avino e Carmine Capasso, che nel 2021, in occasione del cinquantenario di "Caronte", avevano già pubblicato "Caronte 50 Years Later" prodotto da Carmine Capasso. Questo nuovo lavoro nasce con la collaborazione del compositore e pianista Torinese Max Botto.
Nel disco sono presenti special guests come Nico Di Palo dei New Trolls, nella canzone “il Mio Capitano” e Giuseppe Sarno all' hammond nel brano "Enigma" composto da Carmine Capasso.
Il disco, uscito nell'ottobre del 2023 in versione cd e nel mese di dicembre su vinile, è stato terminato nel 2022, poco prima dell'uscita dalla formazione di Carmine Capasso, Dave D'Avino e Tony Alemanno.

## Tracce
1. Joe Spirit
2. Fragile Mimì
3. Enigma
4. Il Mio Capitano feat. Nico Di Palo
5. Two Friends
6. Four Lives
7. Momento Prog
8. Il Mio Capitano (Andrea Ranfa alla voce)

## Formazione
- Andrea Ranfagni — voce (tracce 2, 5, 6, 8)
- Carmine Capasso — chitarra elettrica; percussioni (tracce 1, 3, 5, 6), E-bow (traccia 2), chitarra acustica (tracce 3-8), sitar (tracce 3, 7), gong (traccia 3), sintetizzatore (tracce 4, 8), chitarra slide (traccia 5), tastiere (traccia 5), batteria (traccia 5), theremin (traccia 6)
- Andrea Dave D'Avino — organo elettrico (tracce 1, 4, 7, 8), pianoforte (tracce 4, 8)
- Tony Alemanno — basso
- Pino Sinnone — batteria (tracce 1-4, 6-8)

Ospiti
- Nico Di Palo — voce (traccia 4)
- Max Botto — tastiere e composizione (tracce 1, 2, 6, 7)
- Giuseppe Sarno — organo Hammond (traccia 3)[1]